# St Ives, czyli przygody francuskiego jeńca w Anglii
St Ives, czyli przygody francuskiego jeńca w Anglii (ang. St Ives, Being the Adventures of a French Prisoner in England) – nieukończona powieść autorstwa Roberta Louisa Stevensona, wydana pośmiertnie w 1897 roku.
Robert Louis Stevenson napisał 30 rozdziałów powieści w formie rękopisu. Pozostałe sześć rozdziałów dopisał w 1898 Arthur Quiller-Couch.

## Fabuła
Główny bohater, wicehrabia Anne de St Ives, był żołnierzem armii Napoleona aż do maja 1813 roku, kiedy go pojmali Anglicy i aresztowali jako jeńca wojennego w Edynburgu. W czasie wojen napoleońskich w Wielkiej Brytanii dominuje wrogość do Francuzów i innych cudzoziemców. Pomimo to główny bohater zakochuje się w pięknej Brytyjce, Florze Gilchrist. O jej względy zaczyna walczyć już w więzieniu. W jednym z rozdziałów więzień Goguelat obraża pannę Florę, co doprowadza do pojedynku na rozłączone ostrza nożyc, w którym Goguelat ginie. Niedługo po tym więźniowie uciekają z Zamku Edynburskiego. St Ives wyrusza do Swanston, gdzie dwór mają państwo Gilchrist. Tam zrzuca swoje odzienie więzienne i przywdziewa strój dżentelmena, przywiązuje bowiem dużą wagę do zasad honoru i swojego szlachectwa.
Będąc w więzieniu dowiedział się, że w Anglii przebywa jego umierający dziadek, hrabia St Ives, i że ma dostać w spadku pokaźny majątek. Równocześnie żandarmi wysyłają za nim, jako zbiegiem i mordercą Goguelata, pościg. Po licznych przygodach na drodze (w jednej z nich zabija kolejną osobę, podczas potyczki poganiaczy bydła, z którymi wędrował), w jednej części drogi, ukrywając się w powozie woźnicy, który trudni się kryciem francuzów, a innym razem wędrując pieszo, dociera do posiadłości hrabiego St Ives, Amersham Place, gdzie w istocie otrzymuje sepet z pieniędzmi. Zyskuje tam też swojego sługę, 16-letniego Rowleya. Wkrótce zostaje zmuszony do ponownej ucieczki, gdy do dworu przybywa jego brat Alain, któremu odebrał spadek. Razem ze sługą uciekają, ale nie do Francji jak mu zalecano, lecz z powrotem do Edynburga i dworu Swanston.
Gdy St Ives dociera do Edynburga, na miejscu są już wszyscy jego wrogowie, czyli żandarmi ścigający mordercę i zbiega, Alain de St Ives szukający pomsty i żądny majątku oraz major Chevenix, poznany w więzieniu, który okazuje się współ-rywalem wicehrabiego Anne w zdobyciu serca Flory. Pomimo to St Ives pod fałszywym nazwiskiem wkracza na salony szlacheckie.

## Czas i miejsce akcji
Akcja rozpoczyna się w lecie 1813 roku w Zamku w Edynburgu, stolicy Szkocji. Bohater podczas swoich przygód wędruje z Edynburga w głąb Anglii i z powrotem, po drodze zwiedzając zarówno duże, wielokulturowe miasta, małe miasteczka, wsie i zajazdy, czy też rozległe, niezamieszkane tereny równinne.

## Bohaterowie
- Anne de St Ives – Wicehrabia i sierota (jego rodzice zostali straceni w czasie Rewolucji francuskiej), żołnierz napoleoński, więzień Zamku Edynburskiego, określający się mianem dżentelmena i człowieka honoru. W drodze używa wielu pseudonimów, m.in. Champdhivers (w więzieniu), Ducie (w Edynburgu), Ramornie (wracając do Edynburga).
- Flora Gilchrist – Piękna, ukochana Anne'a, także w nim zakochana, wbrew woli otoczenia.
- Ronald Gilchrist – Brat Flory, z początku przychylny Anne'owi, potem współpracuje z majorem Chevenixem.
- Ciotka Gilchrist – Ciotka Flory i Ronalda, surowa dama poszukująca męża dla Flory.
- George Romaine – Adwokat wicehrabiego St Ives, pomagający mu bezpośrednio w Anglii i odsyłający go do jego kontaktów w Szkocji.
- Artur Cheveninix – Major i lekarz w Zamku Edynburskim, z początku pomagający Anne'owi, potem rywalizujący z nim o serce Flory.
- Alain de St Ives – Kuzyn Anne'a i wnuk hrabiego de Kéroual, wicehrabia, walczący z Anne'm o jego spadek.
- Sim i Candlish – Poganiacze bydła pomagający Anne'owi na drodze do Amersham Place, często napadani przez innych poganiaczy.
- Hrabia de Kéroual – Dziad Anne'a i Alaina, umierający w swoim domu w Amersham Place.
- Goguelat – Więzień Zamku Edynburskiego, którego Anne zabija w pojedynku na nożyce.
- Fenn – Woźnica, który trudni się kryciem Francuzów i wożeniem ich po Anglii.
- Major i Pułkownik – Francuscy towarzysze Anne'a w powozie Fenna, pierwszy wybuchowy, a drugi spokojny i stary.
- Henry Gray – Doktor i adwokat pomagający Anne'owi w Edynburgu.
- Pan Robbie – Adwokat pomagający wicehrabiemu Anne w Edynburgu.
- Dorota Grensleeves – Młoda, nieszczęśliwie zakochana dama, której Anne pomaga w drodze powrotnej do Edynburga.
- Tomasz Dudgeon – Pisarz adwokacki, którego Anne spotyka na drodze do Amersham Place.
- Clausel – Więzień Zamku Edynburskiego, który zadenuncjował Anne'a jako mordercę Goguelata.
- Pol – Sługa wicehrabiego Alaina.
- Dawson – Służący w Amersham Place.